# Resistance (canção)
"Resistance" é uma canção da banda inglesa de rock alternativo Muse, que está no seu quinto álbum de estúdio lançado em 2009 intitulado The Resistance. Escrito pelo vocalista, guitarrista e pianista Matthew Bellamy, a canção foi lançada como terceiro single do álbum em 22 de fevereiro de 2010, depois de "Uprising" e "Undisclosed Desires". Um CD promocional para o single foi distribuído no começo de janeiro de 2010, o que garantiu a canção como terceiro single de The Resistance.
A canção chegou na posição 35 no Triple J's Hottest 100 de 2009. "Resistance" também recebeu duas nomeações no 53º Grammy Awards de 2011: Melhor Performance de Rock por um Dueto ou Grupo musical e Melhor Canção de Rock.

## Videclipe
O video clipe de "Resistance" foi dirigido por Wayne Isham e mostra imagens da banda se apresentando durante a The Resistance Tour. Estreou em 14 de janeiro de 2010 e foi filmado em Madri. (Palacio de los Deportes, 28 de novembro de 2009) 

## Faixas
| CD single      |                |                 |         |  |
| N.º            | Título         | Compositor(es)  | Duração |  |
| 1.             | "Resistance"   | Matthew Bellamy | 5:46    |  |
| 2.             | "Prague"       | Darren Brown    | 3:36    |  |
| Duração total: | Duração total: | Duração total:  | 9:22    |  |

| 7" vinil       |                                       |                  |         |  |
| N.º            | Título                                | Compositor(es)   | Duração |  |
| 1.             | "Resistance"                          | Bellamy          | 5:46    |  |
| 2.             | "Popcorn" (Cover de Gershon Kingsley) | Gershon Kingsley | 2:25    |  |
| Duração total: | Duração total:                        | Duração total:   | 8:11    |  |

| Download digital |                                |                |         |  |
| N.º              | Título                         | Compositor(es) | Duração |  |
| 1.               | "Resistance"                   | Bellamy        | 5:46    |  |
| 2.               | "Resistance" (Edição de rádio) | Bellamy        | 3:55    |  |
| 3.               | "Resistance" (Tiësto remix)    | Bellamy        | 8:10    |  |
| Duração total:   | Duração total:                 | Duração total: | 18:00   |  |

| Digital download "B-side bundle" |                |                |         |  |
| N.º                              | Título         | Compositor(es) | Duração |  |
| 1.                               | "Resistance"   | Bellamy        | 8:10    |  |
| 2.                               | "Popcorn"      | Kingsley       | 2:25    |  |
| 3.                               | "Prague"       | Brown          | 3:36    |  |
| Duração total:                   | Duração total: | Duração total: | 14:51   |  |

## Posição nas paradas
| Paradas musicais                 | Posição |
| -------------------------------- | ------- |
| ARIA Singles Chart               | 72      |
| Canadian Hot 100                 | 91      |
| Alternative Songs                | 1       |
| Billboard Rock Songs             | 7       |
| Billboard Bubbling Under Hot 100 | 14      |
| UK Singles Chart                 | 38      |
| UK Rock Chart                    | 1       |
| Tipparade (Bubbling Under)       | 51      |
| Otvoreni radio                   | 1       |
| Charts polonês                   | 6       |